# John Rankin Franklin
John Rankin Franklin (ur. 6 maja 1820, zm. 11 stycznia 1878) – amerykański polityk związany z Partią Wigów. W latach 1853–1855 przez jedną kadencję Kongresu Stanów Zjednoczonych był przedstawicielem pierwszego okręgu wyborczego w stanie Maryland w Izbie Reprezentantów Stanów Zjednoczonych.